# Augusta (Kansas)
Augusta – miasto położone w hrabstwie Butler.